# Stakroge
Stakroge er en by i Midtjylland med 222 indbyggere  (2024), beliggende 25 km øst for Tarm, 8 km sydøst for Sønder Felding, 17 km nord for Grindsted og 34 km syd for Herning. Byen hører til Herning Kommune og ligger i Region Midtjylland.
Stakroge hører til Ilderhede Sogn. Ilderhede Kirke ligger ensomt 1½ km nordvest for Stakroge.

## Faciliteter
Den tidligere Stakroge Skole fungerer som borgernes aktivitetshus med idrætssal, fotoklub, madklub, strikkecafè, bogcafè og motionsrum. De udendørs arealer rummer byens legeplads og en bypark med teltplads og shelter. På Stakroge Stadion kan der spilles bold, beachvolley og petanque. I Stakroge Beboer- og Kulturhus afholdes fester og foreningsarrangementer.

## Historie
Det høje målebordsblad viser at der i 1800-tallet var helt folketomt hvor Stakroge ligger nu. Dog var der en lille skole 1 km mod sydøst. I 1904 beskrives Stakroge således: "Stakkroge, Gd. med Mølle."

### Stationsbyen
Stakroge fik station på Troldhede-Kolding-Vejen Jernbane (1917-68). Det lave målebordsblad fra 1900-tallet viser at der efter banens start var kommet en smedje og en håndfuld gårde og huse til.
Stationen havde 294 m krydsningsspor og 136 m læssespor med svinefold og kartoffellager. På en høj rampe ved siden af læssesporet udgik den smalsporede Stakroge-Barslund Tørvebane. Ved stationen lå en briketfabrik.
Topografisk kort 1953-1976 viser at byen i banens sidste tid var blevet en rigtig stationsby med mejeri, hotel, missionshus, telefoncentral, skole og idrætsplads. Stationsbygningen er bevaret på Vinkelvej 12. Banens tracé er bevaret på en 100 m lang sti mellem Borgergade og Stationsvej.

### Genforeningssten
Ved Stadion står en sten, der blev afsløret nytårsdag 1921 til minde om Genforeningen i 1920.

### Stakroge Skole
Stakroge Skole blev opført i 1948 af Sønder Omme sognekommune, som byen dengang hørte til. Skolen afløste en meget lille skole, men havde i starten et ret stort distrikt og i perioder over 110 elever. Det ændrede sig med kommunalreformen i 1970, hvor Stakroge kom med i Aaskov Kommune. Kommunegrænsen kom til at gå lige syd og øst for byen, så skoledistriktet kun omfattede Stakroge by, hvis indbyggertal var faldende. I 1989 besluttede kommunalbestyrelsen at lukke skolen, men borgerne forhandlede sig til at overtage den fra 1990, dog på den betingelse, at der ikke måtte oprettes friskole i bygningen. Skolen blev hjemsted for mange aktiviteter, især i sløjdsalen og gymnastiksalen, mens andre aktiviteter fandt sted i Beboerhuset, der var opført i 1987.
Nogle lokale forældre tog i 1999 initiativ til at oprette den integrerede børneinstitution Stakroge Gl. Skole. Den lukkede ved skoleårets slutning i 2012, hvor kommunen flyttede børnene til institutionerne i Sdr. Felding. Herefter stod skolen næsten tom i nogle år. I 2017 blev skolens navn ændret til Aktivitetshuset.